# Atletisme als Jocs Olímpics d'Estiu de 2024 - 800m femení

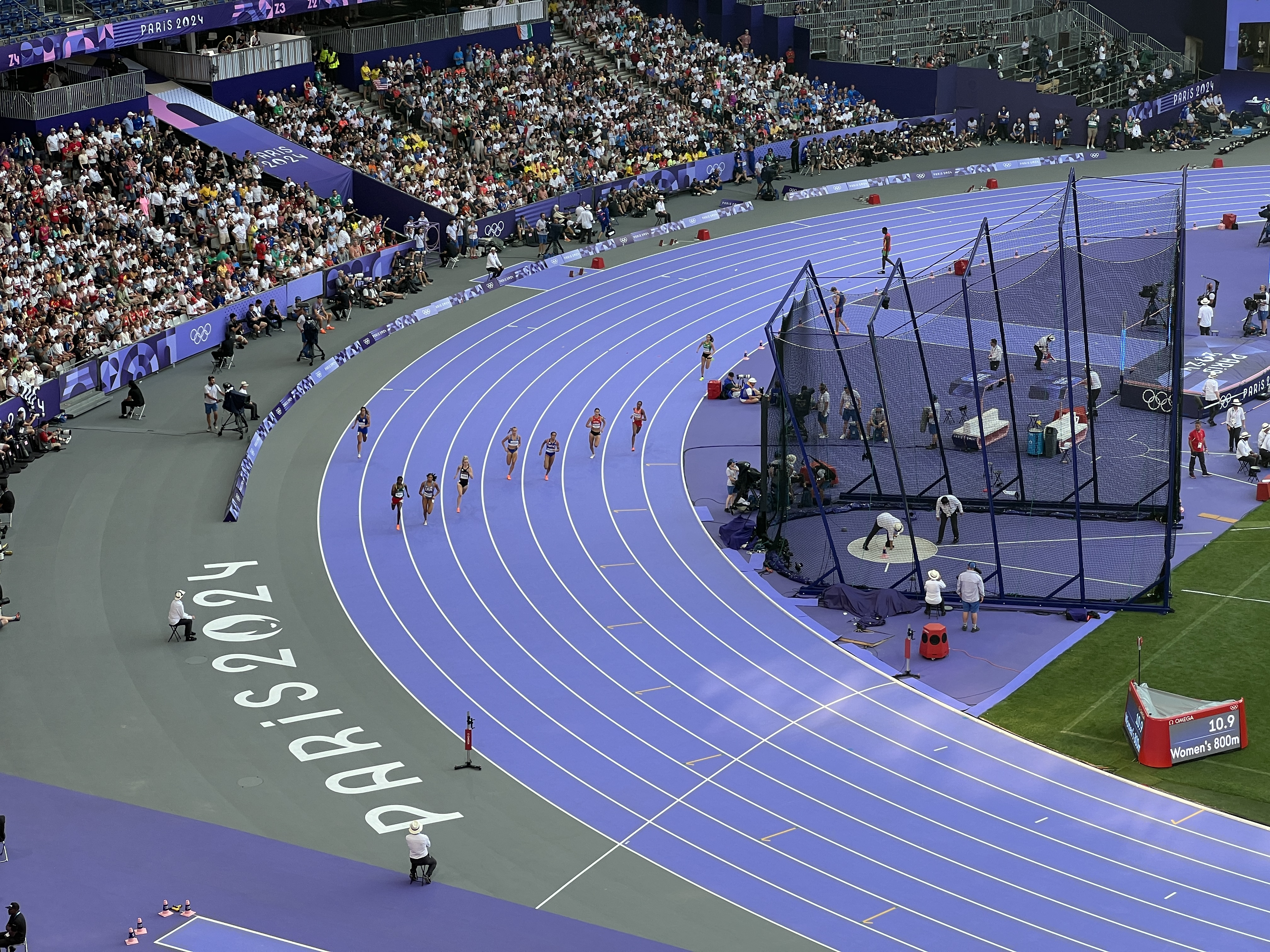
Sèrie dels 800 metres femení

La prova de 800m femenina d'Atletisme als Jocs Olímpics de París 2024 va ser la 18a edició de l'esdeveniment en unes Olimpíades. La prova es va disputar entre el 2 i el 5 d'agost del 2024 a l'Stade de France de París.
La britànica Keely Hodgkinson va guanyar la medalla d'or després d'imposar-se a la final amb un temps de 1:56.72 minuts. La medalla de plata fou per l'etíop Tsige Duguma, qui va marcar un temps de 1:57.15, el què va suposar la seva marca personal i la primera medalla de la disciplina per qualsevol atleta del país africà. La medalla de bronze fou per la kenyana Mary Moraa, qui va aconseguir un temps de 1:57.42 minuts.
L'equip de la Unió Soviètica és la selecció més guardonada, amb 3 medalles d'or, 2 medalles de plata i 1 medalla de bronze, en les 18 edicions que l'esdeveniment ha estat present als Jocs Olímpics. La sud-africana Caster Semenya, amb 2 medalles d'or, és l'atleta més guardonada en tota la història de la competició.

## Format
Els 800 metres llisos són una prova de mitja distància d'atletisme, que consisteix en fer 2 voltes a la pista olímpica. La competició va començar amb la fase de Heats, on hi van participar totes les atletes classificades. Les 3 primeres atletes de cada cursa es van classificar directament per les semifinals i la resta d'atletes van tenir una nova oportunitat per passar de ronda, en la nova fase de repesca, que es va introduir en aquesta edició olímpica. Les 2 guanyadores de les semifinals, van passar a la final i en aquesta darrera cursa, les 3 atletes que van quedar al capdavant, van obtenir les medalles.

## Classificació
Hi havia dues maneres de classificar-se per la prova olímpica. La forma principal va ser superant la marca estàndard de classificació (que per aquesta edició foren 1:59.30 minuts), en qualsevol prova organitzada o supervisada per la Federació Internacional d'Atletisme, entre l'1 de juliol de 2023 i el 30 de juny de 2024. Els llocs sobrants, es van distribuir mitjançant les places universals, el rànquing atlètic i les places d'invitació, fent prevaler la diversitat geogràfica.
| Mètode de classificació    | Places | País                           | Atleta classificada     |
| -------------------------- | ------ | ------------------------------ | ----------------------- |
| Marca estàndard - 1:59.30' | 3      | Austràlia                      | Catriona Bisset         |
| Marca estàndard - 1:59.30' | 3      | Austràlia                      | Abbey Caldwell          |
| Marca estàndard - 1:59.30' | 3      | Austràlia                      | Claudia Hollingsworth   |
| Marca estàndard - 1:59.30' | 3      | Estats Units                   | Nia Akins               |
| Marca estàndard - 1:59.30' | 3      | Estats Units                   | Allie Wilson            |
| Marca estàndard - 1:59.30' | 3      | Estats Units                   | Juliette Whittaker      |
| Marca estàndard - 1:59.30' | 3      | Etiòpia                        | Habitam Alemu           |
| Marca estàndard - 1:59.30' | 3      | Etiòpia                        | Tsige Duguma            |
| Marca estàndard - 1:59.30' | 3      | Etiòpia                        | Worknesh Mesele         |
| Marca estàndard - 1:59.30' | 3      | Kenya                          | Vivian Chebet Kiprotich |
| Marca estàndard - 1:59.30' | 3      | Kenya                          | Mary Moraa              |
| Marca estàndard - 1:59.30' | 3      | Kenya                          | Lilian Odira            |
| Marca estàndard - 1:59.30' | 3      | Regne Unit                     | Phoebe Gill             |
| Marca estàndard - 1:59.30' | 3      | Regne Unit                     | Keely Hodkingson        |
| Marca estàndard - 1:59.30' | 3      | Regne Unit                     | Jemma Rekie             |
| Marca estàndard - 1:59.30' | 3      | Suïssa                         | Audrey Werro            |
| Marca estàndard - 1:59.30' | 3      | Suïssa                         | Rachel Pellaud          |
| Marca estàndard - 1:59.30' | 3      | Suïssa                         | Valentina Rosamilia     |
| Marca estàndard - 1:59.30' | 2      | Cuba                           | Rose Mary Almanza       |
| Marca estàndard - 1:59.30' | 2      | Cuba                           | Daily Cooper Gaspar     |
| Marca estàndard - 1:59.30' | 2      | França                         | Rénelle Lamote          |
| Marca estàndard - 1:59.30' | 2      | França                         | Anaïs Bourgoin          |
| Marca estàndard - 1:59.30' | 2      | Jamaica                        | Natoya Goule-Toppin     |
| Marca estàndard - 1:59.30' | 2      | Jamaica                        | Adelle Tracey           |
| Marca estàndard - 1:59.30' | 1      | Alemanya                       | Majtie Kolberg          |
| Marca estàndard - 1:59.30' | 1      | Bahrain                        | Nelly Jepkosgei         |
| Marca estàndard - 1:59.30' | 1      | Benín                          | Noélie Yarigo           |
| Marca estàndard - 1:59.30' | 1      | Canadà                         | Jazz Shukla             |
| Marca estàndard - 1:59.30' | 1      | Eslovàquia                     | Gabriela Gajanová       |
| Marca estàndard - 1:59.30' | 1      | Eslovènia                      | Anita Horvat            |
| Marca estàndard - 1:59.30' | 1      | Gàmbia                         | Sanu Jallow             |
| Marca estàndard - 1:59.30' | 1      | Itàlia                         | Elena Bellò             |
| Marca estàndard - 1:59.30' | 1      | Polònia                        | Anna Wielgosz           |
| Marca estàndard - 1:59.30' | 1      | Saint Vincent i les Grenadines | Shafiqua Maloney        |
| Marca estàndard - 1:59.30' | 1      | Sud-àfrica                     | Prudence Sekgodiso      |
| Marca estàndard - 1:59.30' | 1      | Uganda                         | Halimah Nakaayi         |
| Rànquing atlètic           | 1      | Botswana                       | Oratile Nowe            |
| Rànquing atlètic           | 1      | Brasil                         | Flávia de Lima          |
| Rànquing atlètic           | 1      | Espanya                        | Lorea Ibarzabal         |
| Rànquing atlètic           | 1      | Finlàndia                      | Eveliina Maattanen      |
| Rànquing atlètic           | 1      | França                         | Léna Kandissounon       |
| Rànquing atlètic           | 1      | Itàlia                         | Eloisa Coiro            |
| Rànquing atlètic           | 1      | Lituània                       | Gabija Galvydyte        |
| Rànquing atlètic           | 1      | Marroc                         | Assia Raziki            |
| Rànquing atlètic           | 1      | Sri Lanka                      | Tharushi Karunarathna   |
| Places reallotjades        | 1      | Espanya                        | Lorena Martín           |
| Places universals          | 1      | Kosovo                         | Gresa Bakraci           |
| Places universals          | 1      | Kuwait                         | Amal Al-Roumi           |
| Places universals          | 1      | Palestina                      | Layla Almasri           |
| Places d'Invitació         | 1      | Equip Olímpic de Refugiats     | Perina Lokure Nakang    |

## Rècords
Abans de la prova, els rècords eren els següents:
| Rècord             | Atleta                | Temps   | Lloc      | Data                  |
| ------------------ | --------------------- | ------- | --------- | --------------------- |
| Rècord del Món     | Jarmila Kratochvílová | 1:53.28 | Múnic     | 26 de juliol de 1983  |
| Rècord Olímpic     | Nadezhda Olizarenko   | 1:53.43 | Moscou    | 27 de juliol de 1980  |
| Rècord Àfrica      | Pamela Jelimo         | 1:54.01 | Zúric     | 29 d'agost de 2008    |
| Rècord Àsia        | Dong Liu              | 1:55.54 | Pequín    | 9 de setembre de 1993 |
| Rècord Europa      | Jarmila Kratochvílová | 1:53.28 | Múnic     | 26 de juliol de 1983  |
| Rècord NACAC       | Ana Fidelia Quirot    | 1:54.44 | Barcelona | 9 de setembre de 1989 |
| Rècord Oceania     | Catriona Bisset       | 1:57.78 | Londres   | 23 de juliol de 2023  |
| Rècord Sud-amèrica | Letitia Vriesde       | 1:56.68 | Goteborg  | 13 d'agost de 1995    |

## Competició

### 1a ronda
La 1a ronda es va disputar el 2 d'agost de 2024 a partir de les 19:45h. Hi van participar totes les atletes classificades. Es classificaven les 3 primeres de cada sèrie, mentre que la resta passaven a la ronda de repesca.

#### Sèrie 1
| Posició | Atleta              | País         | Temps      |
| ------- | ------------------- | ------------ | ---------- |
| 1       | Jemma Rekie         | Regne Unit   | 2:00.00 Q  |
| 2       | Gabriela Gajanová   | Eslovàquia   | 2:00.29 Q  |
| 3       | Juliette Whittaker  | Estats Units | 2:00.442 Q |
| 4       | Valentina Rosamilia | Suïssa       | 2:00.445   |
| 5       | Jazz Shukla         | Canadà       | 2:00.80    |
| 6       | Léna Kandissounon   | França       | 2:00.97    |
| 7       | Habitam Alemu       | Etiòpia      | 2:02.19    |
| 8       | Amal Al-Roumi       | Kuwait       | 2:11.35    |
| 9       | Layla Almasri       | Palestina    | 2:12.21 NR |

#### Sèrie 2
| Posició | Atleta              | País       | Temps     |
| ------- | ------------------- | ---------- | --------- |
| 1       | Daily Cooper Gaspar | Cuba       | 1:58.88 Q |
| 2       | Prudence Sekgodiso  | Sud-àfrica | 1:59.84 Q |
| 3       | Rachel Pellaud      | Suïssa     | 2:00.07 Q |
| 4       | Halimah Nakaayi     | Uganda     | 2:00.51   |
| 5       | Nelly Jepkosgei     | Bahrain    | 2:00.63   |
| 6       | Flávia de Lima      | Brasil     | 2:00.73   |
| 7       | Lorena Martín       | Espanya    | 2:02.52   |
| 8       | Anna Wielgosz       | Polònia    | 2:02.54   |

#### Sèrie 3
| Posició | Atleta                  | País       | Temps        |
| ------- | ----------------------- | ---------- | ------------ |
| 1       | Worknesh Mesele         | Etiòpia    | 1:58.07 Q PB |
| 2       | Rénelle Lamote          | França     | 1:58.59 Q    |
| 3       | Phoebe Gill             | Regne Unit | 1:58.83 Q    |
| 4       | Eloisa Coiro            | Itàlia     | 1:59.19 PB   |
| 5       | Vivian Chebet Kiprotich | Kenya      | 1:59.90      |
| 6       | Rose Mary Almanza       | Cuba       | 2:00.36      |
| 7       | Anita Horvat            | Eslovènia  | 2:00.91      |
| 8       | Assia Raziki            | Marroc     | DQ           |

#### Sèrie 4
| Posició | Atleta               | País                       | Temps      |
| ------- | -------------------- | -------------------------- | ---------- |
| 1       | Keely Hodkingson     | Regne Unit                 | 1:59.31 Q  |
| 2       | Nia Akins            | Estats Units               | 1:59.67 Q  |
| 3       | Noélie Yarigo        | Benín                      | 1:59.68 Q  |
| 4       | Eveliina Maattanen   | Finlàndia                  | 2:00.02    |
| 5       | Majtie Kolberg       | Alemanya                   | 2:00.55    |
| 6       | Oratile Nowe         | Botswana                   | 2:01.00    |
| 7       | Catriona Bisset      | Austràlia                  | 2:01.60    |
| 8       | Adelle Tracey        | Jamaica                    | 2:03.47    |
| 9       | Perina Lokure Nakang | Equip Olímpic de Refugiats | 2:08.20 PB |

#### Sèrie 5
| Posició | Atleta           | País                           | Temps        |
| ------- | ---------------- | ------------------------------ | ------------ |
| 1       | Tsige Duguma     | Etiòpia                        | 1:57.90 Q    |
| 2       | Mary Moraa       | Kenya                          | 1:57.95 Q    |
| 3       | Shafiqua Maloney | Saint Vincent i les Grenadines | 1:58.23 Q NR |
| 4       | Anaïs Bourgoin   | França                         | 1:58.47 PB   |
| 5       | Abbey Caldwell   | Austràlia                      | 1:58.49      |
| 6       | Lorea Ibarzabal  | Espanya                        | 2:00.71      |
| 7       | Sanu Jallow      | Gàmbia                         | 2:03.91 NR   |
| 8       | Gresa Bakraci    | Kosovo                         | 2:13.29      |

#### Sèrie 6
| Posició | Atleta                | País         | Temps        |
| ------- | --------------------- | ------------ | ------------ |
| 1       | Natoya Goule-Toppin   | Jamaica      | 1:58.66 Q    |
| 2       | Claudia Hollingsworth | Austràlia    | 1:58.77 Q    |
| 3       | Lilian Odira          | Kenya        | 1:58.83 Q PB |
| 4       | Gabija Galvydyte      | Lituània     | 1:59.18 PB   |
| 5       | Audrey Werro          | Suïssa       | 1:59.38      |
| 6       | Allie Wilson          | Estats Units | 1:59.69      |
| 7       | Elena Bellò           | Itàlia       | 1:59.98      |
| 8       | Tharushi Karunarathna | Sri Lanka    | 2:07.76      |

### Ronda de repesca
La ronda de repesca es va disputar el 3 d'agost de 2024 a partir de les 11:20h. Hi van participar totes les atletes que van acabar la 1a ronda i no van aconseguir quedar entre les 3 primeres. Es van classificar per les semifinals la primera de cada sèrie i els 2 millors temps del còmput global.

#### Sèrie 1
| Posició | Atleta           | País      | Temps     |
| ------- | ---------------- | --------- | --------- |
| 1       | Abbey Caldwell   | Austràlia | 2:00.07 Q |
| 2       | Eloisa Coiro     | Itàlia    | 2:00.31   |
| 3       | Audrey Werro     | Suïssa    | 2:00.62   |
| 4       | Gabija Galvydyte | Lituània  | 2:00.66   |
| 5       | Flávia de Lima   | Brasil    | 2:01.64   |
| 6       | Halimah Nakaayi  | Uganda    | 2:02.88   |
| 7       | Lorena Martín    | Espanya   | 2:03.04   |

#### Sèrie 2
| Posició | Atleta              | País         | Temps     |
| ------- | ------------------- | ------------ | --------- |
| 1       | Anaïs Bourgoin      | França       | 1:59.52 Q |
| 2       | Valentina Rosamilia | Suïssa       | 1:59.65 q |
| 3       | Allie Wilson        | Estats Units | 1:59.73   |
| 4       | Anita Horvat        | Eslovènia    | 2:00.56   |
| 5       | Adelle Tracey       | Jamaica      | 2:03.67   |
| 6       | Sanu Jallow         | Gàmbia       | 2:04.44   |
| 7       | Anna Wielgosz       | Polònia      | 2:05.77   |
| 8       | Layla Almasri       | Palestina    | 2:16.72   |

#### Sèrie 3
| Posició | Atleta               | País                       | Temps     |
| ------- | -------------------- | -------------------------- | --------- |
| 1       | Rose Mary Almanza    | Cuba                       | 2:01.54 Q |
| 2       | Jazz Shukla          | Canadà                     | 2:02.00   |
| 3       | Catriona Bisset      | Austràlia                  | 2:02.35   |
| 4       | Elena Bellò          | Itàlia                     | 2:02.91   |
| 5       | Oratile Nowe         | Botswana                   | 2:03.29   |
| 6       | Léna Kandissounon    | França                     | 2:03.40   |
| 7       | Perina Lokure Nakang | Equip Olímpic de Refugiats | 2:11.33   |
| 8       | Gresa Bakraci        | Kosovo                     | DQ        |

#### Sèrie 4
| Posició | Atleta                  | País      | Temps     |
| ------- | ----------------------- | --------- | --------- |
| 1       | Majtie Kolberg          | Alemanya  | 1:59.08 Q |
| 2       | Vivian Chebet Kiprotich | Kenya     | 1:59.21 q |
| 3       | Lorea Ibarzabal         | Espanya   | 1:59.81   |
| 4       | Eveliina Maattanen      | Finlàndia | 2:00.38   |
| 5       | Nelly Jepkosgei         | Bahrain   | 2:01.12   |
| 6       | Habitam Alemu           | Etiòpia   | 2:02.73   |
| 7       | Tharushi Karunarathna   | Sri Lanka | 2:06.66   |
| 8       | Amal Al-Roumi           | Kuwait    | 2:12.13   |

### Semifinals
Les semifinals es van disputar el 4 d'agost de 2024 a partir de les 20:35h. Es van classificar per la final, les 2 millors de cada sèrie i els 2 millors temps del còmput global.

#### Sèrie 1
| Posició | Atleta              | País       | Temps        |
| ------- | ------------------- | ---------- | ------------ |
| 1       | Mary Moraa          | Kenya      | 1:57.86 Q    |
| 2       | Worknesh Mesele     | Etiòpia    | 1:58.06 Q PB |
| 3       | Daily Cooper Gaspar | Cuba       | 1:58.39 PB   |
| 4       | Phoebe Gill         | Regne Unit | 1:58.47      |
| 5       | Abbey Caldwell      | Austràlia  | 1:58.52      |
| 6       | Natoya Goule-Toppin | Jamaica    | 1:59.14      |
| 7       | Valentina Rosamilia | Suïssa     | 1:59.27      |
| 8       | Noélie Yarigo       | Benín      | 2:01.35      |

#### Sèrie 2
| Posició | Atleta                  | País                           | Temps        |
| ------- | ----------------------- | ------------------------------ | ------------ |
| 1       | Tsige Duguma            | Etiòpia                        | 1:57.47 Q PB |
| 2       | Shafiqua Maloney        | Saint Vincent i les Grenadines | 1:57.59 Q NR |
| 3       | Juliette Whittaker      | Estats Units                   | 1:57.76 q PB |
| 4       | Rénelle Lamote          | França                         | 1:57.78 q    |
| 5       | Jemma Rekie             | Regne Unit                     | 1:58.01      |
| 6       | Gabriela Gajanová       | Eslovàquia                     | 1:58.22 NR   |
| 7       | Majtie Kolberg          | Alemanya                       | 1:58.52 PB   |
| 8       | Vivian Chebet Kiprotich | Kenya                          | 1:59.64      |

#### Sèrie 3
| Posició | Atleta                | País         | Temps      |
| ------- | --------------------- | ------------ | ---------- |
| 1       | Keely Hodkingson      | Regne Unit   | 1:56.86 Q  |
| 2       | Prudence Sekgodiso    | Sud-àfrica   | 1:57.57 Q  |
| 3       | Nia Akins             | Estats Units | 1:58.20    |
| 4       | Lilian Odira          | Kenya        | 1:58.53 PB |
| 5       | Rose Mary Almanza     | Cuba         | 1:58.73    |
| 6       | Anaïs Bourgoin        | França       | 1:59.62    |
| 7       | Claudia Hollingsworth | Austràlia    | 2:01.51    |
| 8       | Rachel Pellaud        | Suïssa       | 2:03.36    |

### Final
La final es va disputar el 5 d'agost de 2024 a les 21:47h.
| Posició | Atleta             | País                           | Temps      |
| ------- | ------------------ | ------------------------------ | ---------- |
| 1       | Keely Hodkingson   | Regne Unit                     | 1:56.72    |
| 2       | Tsige Duguma       | Etiòpia                        | 1:57.15 PB |
| 3       | Mary Moraa         | Kenya                          | 1:57.42    |
| 4       | Shafiqua Maloney   | Saint Vincent i les Grenadines | 1:57.66    |
| 5       | Rénelle Lamote     | França                         | 1:58.19    |
| 6       | Worknesh Mesele    | Etiòpia                        | 1:58.28    |
| 7       | Juliette Whittaker | Estats Units                   | 1:58.50    |
| 8       | Prudence Sekgodiso | Sud-àfrica                     | 1:58.79    |

## Medaller històric
| Posició | País                | Or | Argent | Bronze | Total |
| ------- | ------------------- | -- | ------ | ------ | ----- |
| 1       | URSS                | 3  | 2      | 1      | 6     |
| 2       | Regne Unit          | 3  | 1      | 1      | 5     |
| 3       | Estats Units        | 2  | 1      | 2      | 5     |
| 4       | Sud-àfrica          | 2  | 0      | 0      | 2     |
| 5       | Kenya               | 1  | 1      | 3      | 5     |
| 6       | Alemanya de l'Est   | 1  | 1      | 2      | 4     |
| 7       | Romania             | 1  | 1      | 1      | 3     |
| 8       | Rússia              | 1  | 1      | 0      | 2     |
| 9       | Moçambic            | 1  | 0      | 1      | 2     |
| 9       | Països Baixos       | 1  | 0      | 1      | 2     |
| 9       | Alemanya            | 1  | 0      | 1      | 2     |
| 12      | Alemanya Occidental | 1  | 0      | 0      | 1     |
| 13      | Cuba                | 0  | 1      | 1      | 2     |
| 13      | Marroc              | 0  | 1      | 1      | 2     |
| 15      | Equip Unificat      | 0  | 1      | 0      | 1     |
| 15      | Burundi             | 0  | 1      | 0      | 1     |
| 15      | Àustria             | 0  | 1      | 0      | 1     |
| 15      | Bulgària            | 0  | 1      | 0      | 1     |
| 15      | França              | 0  | 1      | 0      | 1     |
| 15      | Austràlia           | 0  | 1      | 0      | 1     |
| 15      | Japó                | 0  | 1      | 0      | 1     |
| 15      | Etiòpia             | 0  | 1      | 0      | 1     |
| 23      | Eslovènia           | 0  | 0      | 1      | 1     |
| 23      | Nova Zelanda        | 0  | 0      | 1      | 1     |
| 23      | Suècia              | 0  | 0      | 1      | 1     |